# Мостище (Фастівський район)
Мости́ще — село Бишівської сільської громади Фастівського району Київської області. Розташоване на лівому березі р. Ірпінь на південній окраїні Полісся. Відстань до обласного центру — 30 км. Найближча залізнична станція Боярка за 25 км.
Площа населеного пункту — 387,8 га, кількість дворів — 304.
Населення становить — 300 осіб. День села — 27 вересня.

## Географія
Селом протікає річка Котир, ліва притока Ірпеня.

## Назва
Колись тут протікало 5 невеликих річок, було близько 10 озер і 12 мостів. Саме наявність стількох мостів і дала назву селу — Мостище. Однак винищення лісів на початку XX ст. привело до висихання річок та озер, і залишилась тільки назва села. Герб села також містить міст і є промовистим.

## Історія
Навколо села є 5 курганів. Древні знаряддя праці, віднайдені на території с. Мостище, свідчать про заселення краю близько 3-5 тис. років тому. На території села виявлено залишки давньоруського городища. Зокрема неподалік тягнуться Змієві вали — захисні споруди часів Київської Русі, а також віднайдено велику кількість залишків давньої кераміки та знарядь праці.

### XVII—XVIII століття
Точний час заснування невідомий. За одними даними — згідно універсалу Богдана Хмельницького від 11 січня 1651 року, виданого в Чигирині, — село було передане монахам Києво-Братського монастиря. До цього часу воно було власністю Київського домініканського монастиря.
За іншими даними, засноване монахами Києво-Братського монастиря 1651 року. Спеціальним універсалом Б. Хмельницького від 9 січня 1654 р. с. Мостище передано Київському Братському монастиреві.
Польський король Міхал Корибут Вишневецький у своїй грамоті від 10 жовтня 1670 р. підтверджував за Київським Братським монастирем право володіння селом. У XVIII ст. с. Мостище стало прикордонним і вже не належало монастирю.
Колись непрохідні ліси в часи Коліївщини служили пристанищем гайдамакам Швачки і Бондаренка, під контролем яких під час повстання 1768 р. перебувало с. Мостище. Урочище Гайдамацький Яр, що знаходиться на території села, сполучалося з урочищем Кладовою, де знаходилися гайдамацькі скарби правобережної Київщини.
Документами зафіксовано, що Іван Бондаренко проходив тут зі своїм загоном 8 липня 1768 року.

### XIX століття
З другої половини XVIII ст. Мостище разом з Новосілками було власністю бишівського поміщика Франца Харлінського, який у 1830 р. продав його адвокату Грабовському. До скасування кріпосного права село належало ще Альберту Марцинківському, який у 1857 р. продав його Володимиру Петровичу Ползикову. Нащадки Ползикова програли село в карти поміщику Змунчилову, при якому в нашім краї було ліквідовано кріпосне право. На той час у селі налічувалось 64 двори.
Лаврентій Похилевич писав про село наступне:
| «Мостище село, яке відокремлене від селища Новосілки полем за 1 версту, що розташоване на тому ж березі р. Ірпінь. Мостище належало училищу (бурсі) Братського монастиря до 1686 р. Жителів проживає 686. Молодший син Ігната Марцинківського, Альберт у 1857 р. продав це село генералові Володимиру Петровичу Ползикову; а він у 1883 р. — приват-доцентові Київського університету Роману Івановичу Базинеру, що залишив собі в маєтку садибу і землі, орної 290 десятин і лісової 545 десятин; а згодом 400 десятин лісу перепродав Сергієві Федорову, які потім Федоров ці 400 десятин продав у власність німцям-колоністам.» |

### ХХ століття
У 1900 р. неподалік від с. Мостище оселився Яроцький. Він був дуже освіченою людиною, мав велику бібліотеку і виношував революційні ідеї. Він часто спілкувався із селянами, поширюючи серед них твори українських та російських письменників того часу. Найближчими учнями Яроцького були Іван Задоя та Микола і Михайло Кулаковські.
У 1905 р. Микола Кулаковський разом з лейтенантом Шмідтом брав участь у повстанні матросів на крейсері «Очаків», за участь в якому Кулаковського заслано на р. Амур. Саєнко Матвій служив на знаменитому броненосці «Потьомкін» і брав активну участь у повстанні 1905 р.
У лютому 1918 р. на сільському сході проголошено радянську владу. Для керування місцевими справами обрано сільський революційний комітет, до складу якого входило 18 осіб на чолі з Ф. К. Кравченком, М. І. Диким та Ф. С. Литвиненком. Секретарем сільревкому обрано Д. В. Сокола. Сільревкому активно допомагали члени комнезаму. Вони зберегли від пограбування і спалення всі головні панські будинки. Ішли кровопролитні бої тривали між армією УНР і більшовиками. Так, достеменно відомо, що у 1919 р. в урочищі Паценкова долина, що знаходиться на території с. Мостище, відбулося збройне зіткнення між загонами червоної армії, денікінцями та урядовою армією. На могилі загиблих червоноармійців (36 осіб) споруджено пам'ятник.
У 1921 р. відкрито першу в селі школу, засновано сільське споживче товариство, що забезпечувало всіма необхідними промисловими товарами, закуповувало в селян та збувало в місті сільськогосподарську продукцію. Тут розміщено було також сільраду, клуб і квартири для вчителів. Першим учителем була Н. М. Каліхевич, а завідувачем школи О. В. Єршова — онука Єршова, автора твору «Коник-Горбоконик». Через деякий час засновано восьмирічну школу, в 1946 р. дитячий будинок для дітей-сиріт (нині спеціальна загальноосвітня школа-інтернат).
У селі працював водяний млин та ґуральня, в 1924 р. утворено колективне господарство «Орач», а в 1934 р. — колгосп ім. Кірова.
У роки Німецько-радянської війни створено партизанський загін Бишівського району, на чолі якого були мостищанці: командир-льотчик І. О. Осипенко (командир 5-го батальйону Київського з'єднання партизанів), начальник штабу капітан артилерист В. К. Бондар, комісар — М. У. Кошовий.
У селі діяла також комсомольська група. У боротьбі за свободу і незалежність віддали своє життя 120 жителів села. Після визволення села у 1943 році, колективне господарство, а пізніше сільську раду до 1953 року очолював Іван Дорофійович Дяченко (5.05.1911 - 24.12.1977).
Село Мостище славиться своїми трудовими і бойовими традиціями. Так, колишній колгосп ім. Кірова був представлений на ВДНГ в м. Києві. Його трударі займали передові місця в Бишівському й Макарівському районах та були нагороджені багатьма орденами і медалями за досягнуті успіхи у сільськогосподарському виробництві.
Багате село своїми знатними людьми, такими як С. Т. Шаталович, М. Г. Третяк, С. К. Калаба, Ю. А. Котвіцький, Л. М. Бойко, Г. К. Сербіненко, Г. Я. Служенко, Л. П. Федоренко, В. І. Корнієнко — голова сільської ради, М. К. Кравченко, І. В. Цисаренко, Л. П. Федоренко.
В «Історії міст і сіл Української РСР» про Мостище початку 1970-х було подано таку інформацію:

| Мостище - село, центр сільської Ради, розташоване на лівому березі річки Ірпінь, за 30 км від районного центру. Населення - 851 чоловік. У селі - відділок радгоспу «Новосілківський», який має 1500 га землі, у т. ч. орної - 1024 га. Основний напрям господарства - молочно-зерновий. Розвинуті бджільництво та рибництво. У Мостищі є початкова школа, допоміжна школа-інтернат, клуб, бібліотека.[4]. |

## Сучасність
Сьогодні в селі понад 600 членів садових товариств і дачників, працює сільрада, ФАП, клуб, бібліотека, початкова школа і школа-інтернат обласного підпорядкування, 5 магазинів. Село газифіковано, вулиці з твердим покриттям, є три ставки, озеро Кругле, протікає р. Ірпінь. Навколо розташовані ліси Макарівського держлісгоспу.
У XXI ст. в ногу з епохою живуть і працюють шановані і працьовиті у селі родини: Мельниченко Віри Миколаївни та її синів і дочки з родинами Мельниченків Юрія Миколайовича, Віктора Миколайовича, Івана Миколайовича, Гончаренко Тетяни Миколаївни. Родини Третяка Михайла Григоровича та його синів і дочки, Третяків Ігора Михайловича, Василя Михайловича, Петра Михайловича і Тетяни Михайлівни.
Від 1998 року у селі в переобладнаному приміщенні діє церква Воздвиження Хреста Господнього (УПЦ МП). У 2012 році було розпочато будівництво нового храму.

## Відомі вихідці з села
- Василенко Ігор Миколайович (1984—2014) — солдат Збройних сил України, учасник російсько-української війни.
- Антоній Якса-Марцинківський народився 17 січня 1823 року в Мостище — українсько-польський літературний критик, етнограф, сатирик, перекладач і письменник.
- Віталій Михайлович Кулаковський — український письменник, історик, заслужений працівник культури УРСР, член Національної спілки письменників України. Автор близько 150 наукових статей, 10 повістей та романів, навчально-методичних посібників.
- Іван Олександрович Осипенко — командир 5-го батальйону Київського з'єднання партизанів.
- Валентин Арсентійович Згурський — академік НАН України, голова Київської міськради у 1980–1991 роках.